# Cinderford
Cinderford è una cittadina di 8 116 abitanti del Gloucestershire, in Inghilterra.